# Задубравлє
Задубравлє (хорв. Zadubravlje) — населений пункт у Хорватії, у Бродсько-Посавській жупанії у складі громади Гарчин.

## Населення
Населення за даними перепису 2011 року становило 912 осіб.
Динаміка чисельності населення поселення:

## Клімат
Середня річна температура становить 11,09 °C, середня максимальна — 25,58 °C, а середня мінімальна — -6,18 °C. Середня річна кількість опадів — 756 мм.
| Клімат поселення                              | Клімат поселення | Клімат поселення | Клімат поселення | Клімат поселення | Клімат поселення | Клімат поселення | Клімат поселення | Клімат поселення | Клімат поселення | Клімат поселення | Клімат поселення | Клімат поселення | Клімат поселення |
| Показник                                      | Січ.             | Лют.             | Бер.             | Квіт.            | Трав.            | Черв.            | Лип.             | Серп.            | Вер.             | Жовт.            | Лист.            | Груд.            |                  |
| Середній максимум, °C                         | 5,86             | 8,26             | 12,84            | 17,42            | 22,42            | 25,49            | 25,58            | 24,88            | 20,81            | 15,48            | 9,64             | 5,57             |                  |
| Середня температура, °C                       | −0,2             | 2,22             | 6,81             | 11,42            | 16,41            | 19,46            | 21,40            | 20,71            | 16,62            | 11,30            | 5,49             | 1,40             |                  |
| Середній мінімум, °C                          | −6,18            | −3,78            | 0,80             | 5,40             | 10,40            | 13,45            | 17,22            | 16,53            | 12,46            | 7,14             | 1,29             | −2,79            |                  |
| Норма опадів, мм                              | 48               | 49               | 45               | 56               | 69               | 97               | 67               | 60               | 53               | 70               | 79               | 63               |                  |
| Середньомісячна швидкість вітру, м/с          | 1.80             | 2.09             | 2.40             | 2.30             | 2.04             | 1.90             | 1.90             | 1.70             | 1.70             | 1.70             | 1.80             | 1.88             |                  |
| Середньомісячна сонячна радіація, кДж/м²·день | 4303             | 6960             | 10922            | 15283            | 19211            | 21112            | 22153            | 20574            | 14952            | 9255             | 4842             | 3600             |                  |
| --------------------------------------------- | ---------------- | ---------------- | ---------------- | ---------------- | ---------------- | ---------------- | ---------------- | ---------------- | ---------------- | ---------------- | ---------------- | ---------------- | ---------------- |
| Джерело:                                      |                  |                  |                  |                  |                  |                  |                  |                  |                  |                  |                  |                  |                  |